# Catalebeda
Catalebeda is een geslacht van vlinders van de familie spinners (Lasiocampidae).

## Soorten
- C. bimaculata Strand, 1913
- C. cuneilinea (Walker, 1856)
- C. discocellularis Strand, 1912
- C. elegans Aurivillius, 1925
- C. intermedia Aurivillius, 1925
- C. jamesoni (Bethune-Baker, 1908)
- C. producta (Walker, 1855)
- C. strandi Hering, 1927
- C. tamsi Hering, 1932